# 미카즈키정
미카즈키정(三日月町)은 효고현 남서부 (니시하리마 지역)에 있던 정이다.
2005년 10월 1일, 사요정, 닌코정, 고즈키정과 합병해 새로운 사요정이 되었기 때문에 소멸하였다.

## 역사
- 1889년 4월 1일 - 정촌제 시행과 함께 사요군 미카즈키촌이 성립하였다.
- 1934년 - 정으로 승격해 미카즈키정이 성립하였다.
- 2005년 10월 1일 - 사요군 사요정, 닌코정, 고즈키정과 합병해 새로운 사요정이 되어 소멸하였다.

## 교통

### 철도
- 서일본 여객철도 기신 선

### 도로
- 국도 제179호선